# Алеево (Новоторъяльский район)
 Алеево  — упразднённая деревня в Новоторъяльском районе Республики Марий Эл. Входила в состав Староторъяльского сельского поселения. В 2024 году включена в состав деревни Нижнее Махматово и исключена из учётных данных.

## География
Находится в северо-восточной части республики Марий Эл на расстоянии приблизительно 8 км по прямой на юг-юго-запад от районного центра посёлка Новый Торъял.

## История
Деревня возникла в середине XVIII века. В 1891 году в Алеево было 64 двора, проживали 411 жителей. В 2004 года в Алееве имелся 51 дом. В разные годы в деревне находились промартель с сапожным и швейным цехами, 4 ветряные мельницы, смолокуренный завод, пожарное депо с вышкой, библиотека. В советское время работали колхозы Кушнур" и «Ударник».

## Население
| 2010 |
| ---- |
| 92   |

Население составляло 88 человек (мари 100 %) в 2002 году, 92 в 2010.